# Мимс (Флорида)
Мимс (англ. Mims) — статистически обособленная местность, расположенная в округе Бревард (штат Флорида, США) с населением в 7058 человек по статистическим данным переписи 2010 года.

## География
По данным Бюро переписи населения США статистически обособленная местность Мимс имеет общую площадь в 66,56 квадратных километров, из которых 51,28 кв. километров занимает земля и 15,28 кв. километров — вода. Площадь водных ресурсов округа составляет 22,96 % от всей его площади.
Статистически обособленная местность Мимс расположена на высоте 10 м над уровнем моря.

## Демография
По данным переписи населения 2000 года в Мимсe проживало 9147 человек, 2574 семьи, насчитывалось 3591 домашнее хозяйство и 4171 жилой дом. Средняя плотность населения составляла около 137,42 человек на один квадратный километр. Расовый состав населённого пункта распределился следующим образом: 86,57 % белых, 10,98 % — чёрных или афроамериканцев, 0,63 % — коренных американцев, 0,22 % — азиатов, 0,02 % — выходцев с тихоокеанских островов, 1,31 % — представителей смешанных рас, 0,26 % — других народностей. Испаноговорящие составили 1,54 % от всех жителей статистически обособленной местности.
Из 3591 домашних хозяйств в 28,6 % воспитывали детей в возрасте до 18 лет, 55,6 % представляли собой совместно проживающие супружеские пары, в 11,4 % семей женщины проживали без мужей, 28,3 % не имели семей. 22,8 % от общего числа семей на момент переписи жили самостоятельно, при этом 10,8 % составили одинокие пожилые люди в возрасте 65 лет и старше. Средний размер домашнего хозяйства составил 2,52 человек, а средний размер семьи — 2,95 человек.
Население статистически обособленной местности по возрастному диапазону по данным переписи 2000 года распределилось следующим образом: 24,0 % — жители младше 18 лет, 6,2 % — между 18 и 24 годами, 26,4 % — от 25 до 44 лет, 25,6 % — от 45 до 64 лет и 17,8 % — в возрасте 65 лет и старше. Средний возраст жителей составил 41 год. На каждые 100 женщин в Мимсe приходилось 98,3 мужчин, при этом на каждые сто женщин 18 лет и старше приходилось 95,9 мужчин также старше 18 лет.
Средний доход на одно домашнее хозяйство статистически обособленной местности составил 35 216 долларов США, а средний доход на одну семью — 41 044 доллара. При этом мужчины имели средний доход в 33 886 долларов США в год против 21 925 долларов среднегодового дохода у женщин. Доход на душу населения статистически обособленной местности составил 35 216 долларов в год. 11,3 % от всего числа семей в населённом пункте и 15,6 % от всей численности населения находилось на момент переписи населения за чертой бедности, при этом 20,5 % из них были моложе 18 лет и 12,4 % — в возрасте 65 лет и старше.